# Fjällgentiana
Fjällgentiana (Gentiana nivalis) art i familjen gentianaväxter.
Det är en ört med intensivt blå blommor.

## Synonymer
- Calathiana nivalis (L.) Delarb.
- Chiophila nivalis (L.) Rafinesque
- Ericala carpathica G.Don
- Ericala nivalis (L.) S.F.Gray
- Ericoila nivalis (L.) Borkh.
- Gentiana nivalis L.
- Gentiana nivalis var. albiflora Lange
- Gentiana nivalis var. brevifolia Rouy
- Hippion nivale (L.) F.W.Schmidt
- Lexipyretum nivale (L.) Dulac